# Sanctuaire faunique Eagle Nest
Le sanctuaire faunique Eagle Nest (anglais : Eagle Nest Wildlife Sanctuary) est le nom d'une aire protégée indienne (Wildlife Sanctuary) située dans l'État de l'Arunachal Pradesh en Inde, entre les hauts plateaux himalayens et la vallée du Brahmapoutre. Cette aire protégée est remarquable par l'extraordinaire variété, le nombre et l'accessibilité des espèces d'oiseaux. Eaglenest fait partie du complexe du Kameng protected area complex qui forme la plus grande zone protégée de l'Arunachal Pradesh.

## Histoire du sanctuaire
Le nom de ce sanctuaire dérive de la Red Eagle Division de l'armée indienne, qui établit ses quartiers dans cette zone dans les années 1950.

### Situation politique
Au nord, le district de Tawang est revendiqué par la Chine

## Géographie

### Situation
Le sanctuaire faunique Eagle Nest est situé à l'ouest de l'Arunachal Pradesh dans le district de Kameng ouest. Il se juxtapose avec le Sessa Orchid Sanctuary au nord-est, le Pakhui Wildlife Sanctuary qui traverse la rivière Kameng à l'est. Cette aire protégée est partie intégrante de la Kameng Elephant Reserve. Eaglenest est délimitée au nord par le Eaglenest Ridge et la Reserved Forest de la communauté Bugun. Le sanctuaire est bordé à l'est par la rivière Bhareti et au sud-est par la Balipara reserved forest. À l'ouest sa limite est fixée par la frontière avec le Bhoutan. Il n'existe pas de frontière naturelle au sud, les limites de l'aire étant fixées à environ 27° de latitude nord.
Le sommet le plus haut se situe à 3250 mètres et forme un obstacle majeur à la mousson qui monte vers le nord. Aussi les crêtes sud peuvent recevoir plus de 3000 millimètres de pluie tandis que celles du nord ne reçoivent que 1500 mm.
Le sanctuaire est irrigué par de nombreux cours d'eau, dont la rivière Tippi, qui vont grossir plus ou moins directement le Brahmapoutre.

### Occupation humaine
Une route forestière traverse le sanctuaire montant jusqu'au col d'Eaglenest à 2 800 m d'altitude. Cette route est ouverte aux militaires, scientifiques mais aussi aux écotouristes. Le sanctuaire abrite les ruines de Rupa.

## L'environnement

### La flore
Ses habitats sont variés, ils sont formés par des forêts subtropicales aux milieux d'altitude, en passant par la forêt de nuage.

### La faune
Bon nombre de taxons ne sont probablement pas encore décrits.

#### Les insectes
Eaglenest abrite au moins 165 espèces de lépidoptères dont Bhutanitis lidderdalii et Neorina patria.

#### Les reptiles et amphibiens
Eaglenest abrite une grande variété de reptiles et d'amphibiens dont au moins 34 espèces d'amphibiens, 24 espèces de serpents et 7 espèces de lézards dont 3 de geckos, 3 Agamidae et 4 Scincidae. Certaines espèces extrêmement rares y vivent comme le Mictopholis austeniana, dont on pensait qu'il avait disparu et qui a été retrouvé après 125 ans. Le serpent Dinodon gammiei, dont il n'existe que 5 spécimens connus par la science, y vit. Le lézard Japalura andersoniana, les serpents Oligodon cinereus et Pareas monticola, également très rares y vivent. Certaines espèces d'Amphiesma observées ne sont toujours pas définitivement identifiées en 2008.

#### Les oiseaux
454 espèces d'oiseaux dont 3 espèces de cormorans, 5 de hérons, 4 canards, 33 rapaces dont 10 Strigidae, 10 Phasianidae, 3 Rallidae, 6 Charadriidae, 7 Scolopacidae, 2 goélands, 14 pigeons, 3 perroquets, 15 Cuculidae, 2 podarges, 4 Apodidae, 2 trogons, 7 martins pêcheurs, 2 guêpiers, 2 Coraciidae, plusieurs sous-espèces de huppes, 4 Calaos, 14 Picidae, 2 Eurylaimidae, 2 Pittidae, 2 Alaudidae, 6 hirondelles, 7 Motacillidae, 9 Campephagidae, 9 bulbuls, 4 Irenidae, 3 Laniidae, 3 accenteurs, 46 Turdinae, 65 Muscicapidae, 6 Paradoxornithidae, 31 parulines, 25 moucherolles, 10 Paridae, 5 Sittidae, 3 Certhiinae, 5 Dicaeidae, 8 Nectariniidae, 3 Emberizinae, 14 pinsons, 2 Estrildidae, 3 moineaux, 5 Sturnidae, 2 Oriolidae, 7 Dicruridae, 9 Corvidae.
On y aperçoit donc Tragopan de Temminck, cigogne noire, Ibis à tête noire, Grue à cou noir, Bec-d'ibis tibétain, Œdicnème criard et le Garrulaxe des Buguns qui a été découverte en 1995, de nouveau observés et décrits en 2006 par Ramana Athreya.
On note notamment la formation de groupes mixtes d'espèces forestières, composés de parfois 20 espèces.

#### Les mammifères
Eaglenest abrite au moins 15 espèces de mammifères, dont certains sont menacés comme le semnopithèque à bonnet, le tigre du Bengale, l'éléphant d'Asie, le Panda rouge, l'ours noir d'Asie, le macaque d'Assam le macaque d'Arunachal et le Gaur.
Cette zone est extrêmement importante pour l'avenir de l'éléphant d'Asie. Les éléphants passent régulièrement des plaines de l'Assam vers l'Eaglenest en été, à la plus haute altitude que les éléphants peuvent atteindre en Inde. Les ravages causés par les éléphants sur les cultures provoquent à ces endroits des tensions pouvant pousser les hommes à les tuer. Les éléphants sont alors poussés à rester plus longtemps en montagne, détruisant leur environnement en épuisant leurs ressources.

## Le parc

### La gestion de la faune
Eaglenest n'est physiquement protégé du braconnage et la déforestation que par son isolement et la mauvaise qualité des routes menant à l'intérieur de celui-ci. Il est administré par un Conservateur des forêts divisionnaire basé à Seijusa qui est également le gestionnaire de la Reserve Tiger du sanctuaire de Pakhui. Il est assisté d'une Range Forest office à Singchung et de deux Beat Forest Office dont un à Ramalingam, une commune proche de Singchung, et l'autre à Khellong. Il n'y a en principe aucune présence humaine dans le sanctuaire.
L'absence d'établissement d'humain à l'intérieur du sanctuaire réduit les problèmes de chasse.

### Tourisme
L'aéroport de Guwahati est à moins de cinq heures de route.

### Source
- (en) Cet article est partiellement ou en totalité issu de l’article de Wikipédia en anglais intitulé « Eaglenest Wildlife Sanctuary » (voir la liste des auteurs).